# Nueve meses
Nueve meses, titulada originalmente en inglés Nine Months, es una comedia romántica estrenada el 12 de julio de 1995 en Estados Unidos y el 20 de noviembre del mismo año. Protagonizada por Hugh Grant, Julianne Moore, Jeff Goldblum, Robin Williams y Joan Cusack. Dirigida y escrita por Chris Columbus. Remake de la película francesa Neuf mois (1994).

## Argumento
Samuel Faulkner (Hugh Grant) es un hombre guapo que lo tiene todo, una novia encantadora y guapa, una clínica de psicología infantil que funciona perfectamente y da beneficios y un precioso Porsche rojo, al que Sam considera como su propio bebé. Pero todo esto peligra cuando su novia Rebecca (Julianne Moore) le comunica que está embarazada de su primer hijo. A Sam le da pánico la responsabilidad de tener un hijo, no se encuentra preparado para ello, incluso puede que tenga que deshacerse de su coche.
Durante el embarazo soportarán los consejos de una pareja a la que le encantan los niños (Joan Cusack y Tom Arnold), que no deja de ser un matrimonio un poco pesado y excéntrico; por otro lado estará el amigo de Sam, Sean (Jeff Goldblum), un hombre maduro y sin ningún tipo de responsabilidades que lo único que quiere es vivir la vida. Y por si fuera poco el ginecólogo que les ha tocado, el Dr. Kosevich (Robin Williams) es ruso y está como una cabra. Sam tiene nueve meses para madurar y afrontar su paternidad o perderlo todo, incluso a su novia y a su futuro primogénito.

## Reparto
| Actor          | Personaje       |
| -------------- | --------------- |
| Hugh Grant     | Samuel Faulkner |
| Julianne Moore | Rebecca Taylor  |
| Robin Williams | Dr. Kosevich    |
| Jeff Goldblum  | Sean Fletcher   |
| Joan Cusack    | Gail Dwyer      |
| Tom Arnold     | Martin Dwyer    |

## Recepción crítica y comercial
Según la página de Internet Rotten Tomatoes obtuvo un 25% de comentarios positivos. El crítico cinematográfico Fernando Morales, del diario El País, describió la cinta como «Simpática, divertida y con mucho encanto». Recaudó en Estados Unidos 69 millones de dólares. Sumando las recaudaciones internacionales la cifra asciende a 138 millones.

## Localizaciones
Nueve meses se rodó entre el 3 de octubre de 1994 y el 13 de febrero de 1995 íntegramente en la ciudad de San Francisco, California, Estados Unidos.

## DVD
Nueve meses salió a la venta el 9 de enero de 2007 en España, en formato DVD. El disco contiene menús interactivos, acceso directo a escenas, subtítulos y audio en múltiples idiomas y tráiler cinematográfico. En Estados Unidos salió a la venta el 17 de abril de 2001, en formato DVD. El disco contiene menús interactivos, acceso directo a escenas, subtítulos y audio en múltiples idiomas.

## Banda sonora
- "The Time of Your Life"
  - Written by Steve Van Zandt
  - Performed by Little Steven
- "These Are the Days"
  - Written and Performed by Van Morrison
- "Let's Get It On"
  - Written by Marvin Gaye and Ed Townsend
  - Performed by Marvin Gaye
- "Baby, I Love You"
  - Written by Phil Spector, Ellie Greenwich and Jeff Barry
  - Performed by The Ronettes
- "Turn Back the Hands of Time"
  - Written by Bonnie F. Thompson and Jack Daniels
  - Performed by Tyrone Davis
- "19th Nervous Breakdown"
  - Written by Mick Jagger and Keith Richards
  - Performed by The Rolling Stones